# Llista d'episodis de Major Crimes
La sèrie nord-americana Major Crimes consta de 6 temporades i un total de 105 capítols. La sèrie protagonitzada per l'actriu Mary McDonnell i spin-off de The Closer, va començar a emetre's als Estats Units a través de la cadena nord-americana TNT el 13 d'agost de 2012 i va finalitzar el 9 de gener de 2018.

## Temporades
| Nº de temporada | Nº de temporada | Nº d'episodis | Data d'estrena       | Data d'estrena       |
| Nº de temporada | Nº de temporada | Nº d'episodis | Primer capítol       | Últim capítol        |
| --------------- | --------------- | ------------- | -------------------- | -------------------- |
|                 | 1               | 10            | 13 d'agost de 2012   | 15 d'octubre de 2012 |
|                 | 2               | 19            | 10 de juny de 2013   | 13 de gener de 2014  |
|                 | 3               | 19            | 9 de juny de 2014    | 12 de gener de 2015  |
|                 | 4               | 23            | 8 de juny de 2015    | 14 de març de 2016   |
|                 | 5               | 21            | 13 de juny de 2016   | 12 d'abril de 2017   |
|                 | 6               | 13            | 31 d'octubre de 2017 | 9 de gener de 2018   |

## Llista d'episodis

### Primera temporada (2012)
| Núm. | #  | Títol original Títol en català (trad. literal)      | Director         | Guionista/es                 | Data original d'emissió | Audiència als EUA (milions) |
| --- | -- | --------------------------------------------------- | ---------------- | ---------------------------- | ----------------------- | --------------------------- |
| 1 | 1  | «Reloaded Recarregat»                               | Michael M. Robin | James Duff                   | 13 d'agost de 2012      | 7,18                        |
| La divisió de Grans Crims encara és en shock després de la marxa de la sotscap Johnson. La Sharon Raydor, la seva nova líder, ha de guanyar-se la confiança dels seus subordinats. El MCD ha d'arribar a un acord amb la fiscalia després d'una mort durant una onada de robatoris a botigues de queviures. La detectiu Amy Sykes s'uneix a l'equip. La Sharon decideix acollir en Rusty Beck, un adolescent testimoni clau en el cas contra en Phillip Stroh que ha fugit de la seva família d'acollida. |    |                                                     |                  |                              |                         |                             |
| 2 | 2  | «Before and After Abans i després»                  | Steve Robin      | Steven Kane                  | 20 d'agost de 2012      | 5,40                        |
| La Sharon Raydor li diu a en Taylor, el seu superior directe, que part del problema amb la divisió és el seu rang, que amb prou feines sobrepassa el d'en Provenza. En Taylor li replica que totes les posicions estan congelades. La unitat resol un brutal i complicat cas d'homicidi. |    |                                                     |                  |                              |                         |                             |
| 3 | 3  | «Medical Causes Causes mèdiques»                    | Paul McCrane     | Michael Alaimo               | 27 d'agost de 2012      | 5,74                        |
| La divisió treballa en un cas que implica un accident de cotxe mortal a una discoteca. Les pistes del cas cada cop semblen més confuses. Mentrestant, en Rusty es veu obligat a acceptar una dura realitat quan la Sharon compleix la seva promesa de cercar la seva mare biològica. |    |                                                     |                  |                              |                         |                             |
| 4 | 4  | «The Ecstasy and the Agony L'èxtasi i l'agonia»     | Arvin Brown      | Adam Belanoff                | 3 de setembre de 2012   | 5,87                        |
| Un estrateg social s'uneix a la divisió juntament amb el FBI per treballar en un cas que implica una multitud israelí que porta problemes a la divisió. En Provenza mostra una estranya reacció vers a un sospitós que es troba en un estat de vulnerabilitat. En Rusty té un mal dia a l'institut. |    |                                                     |                  |                              |                         |                             |
| 5 | 5  | «Citizen's Arrest Arrest ciutadà»                   | David McWhirter  | Duppy Demetrius              | 10 de setembre de 2012  | 4,96                        |
| La divisió de Grans Crim rep l'ajuda de la fiscal Andrea Hobbs. Un test d'ADN revela quelcom sobre en Rusty Beck que sorpren a tothom. |    |                                                     |                  |                              |                         |                             |
| 6 | 6  | «Out of Bounds Fora dels límits»                    | Rick Wallace     | Ralph Gifford & Carson Moore | 20 de setembre de 2012  | 4,67                        |
| Després que un tiroteig entre bandes acabi en homicidi, la capitana Raydor fa un moviment inesperat que podria acabar amb la seva carrera alhora que fer mal a un dels membres de l'equip. En Rusty expresa la seva manca d'interès a conèixer el seu pare biològic. |    |                                                     |                  |                              |                         |                             |
| 7 | 7  | «The Shame Game El joc de la vergonya»              | Leo Geter        | Leo Geter                    | 27 de setembre de 2012  | 4,30                        |
| La divisió intenta tancar un cas amb implicacions polítiques, però no para de filtrar-se informació confidencial. La decisió de la capitana Raydor de convertir-se en la tutora temporal d'en Rusty és torna complicada quan el serveis socials infantils troben certa informació que podria fer que en Rusty hagués d'abandonar la tutela de la Sharon. |    |                                                     |                  |                              |                         |                             |
| 8 | 8  | «Dismissed with Prejudice Acomiadat amb prejudici»  | Jon Tenney       | Jim Leonard                  | 1 d'octubre de 2012     | 4,17                        |
| El detectiu Tao s'ha de qüestionar les seves accions degut a una sentencia absolutòria d'un pressunte assassí a qui va tancar vuit anys abans. En Rusty coneix el seu pare biològic i ha d'aprendre a controlar les seves emocions mentre pasa algun temps amb ell. |    |                                                     |                  |                              |                         |                             |
| 9 | 9  | «Cheaters Never Prosper Els delators mai prosperen» | Stacey K. Black  | Mike Berchem                 | 8 d'octubre de 2012     | 4,33                        |
| L'equip investiga l'assassinat a Las Vegas d'un oficial de policia, que ha estat trobat mort en un lavabo per homes. Les sospites de la capitana Raydor de la irresponsabilitat del pare biològic d'en Rusty es confirmen com a certes. |    |                                                     |                  |                              |                         |                             |
| 10 | 10 | «Long Shot Tir llarg»                               | Sheelin Choksey  | Michael Alaimo               | 15 d'octubre de 2012    | 5,13                        |
| Quan una figura coneguda és disparada, la similitud amb altres casos fa que la divisió cedeixi el cas al FBI, però la divisió ha d'afanyar-se en una cursa contra l'assassí per tal de salvar a un testimoni. Els tractes amb el pare biològic d'en Rusty es resolen d'una manera inusual. |    |                                                     |                  |                              |                         |                             |

### Segona temporada (2013 - 14)
| Núm. | #  | Títol original Títol en català (trad. literal)            | Director          | Guionista/es                             | Data original d'emissió | Audiència als EUA (milions) |
| --- | -- | --------------------------------------------------------- | ----------------- | ---------------------------------------- | ----------------------- | --------------------------- |
| 11 | 1  | «Final Cut Tall final»                                    | Roxann Dawson     | Leo Geter                                | 10 de juny de 2013      | 5,02                        |
| Després que es descobreixi el cadàver de la dona d'un director a la seva piscina, la divisió investiga els patrons d'adulteri del director. La fiscal Ríos posa en Rusty contra l'espasa i la paret en la seva preparació per al judici contra Phillip Stroh.                                                                        |    |                                                           |                   |                                          |                         |                             |
| 12 | 2  | «False Pretenses Pretensions falses»                      | Arvin Brown       | Michael Alaimo                           | 17 de juny de 2013      | 3,90                        |
| La divisió de Grans Crims investiga un enrevesat cas d'assassinat-suïcidi. Mentrestant, en Rusty rep una carta d'amenaça, fet que provoca que la fiscal Ríos demani que sigui recolocat (fora de la llar de la Sharon). |    |                                                           |                   |                                          |                         |                             |
| 13 | 3  | «Under the Influence Sota la influència»                  | David McWhirter   | Duppy Demetrius                          | 24 de juny de 2013      | 4,55                        |
| Un guionista de televisió, mentre consulta en Tao, segueix l'equip mentre investiga un home (Luís José López), enxampat durant una persecució a tota velocitat amb sang seca per tota la seva roba. Després que demanin a en Rusty que repeteixi una redacció, la Sharon s'assegura que el que escriu sigui cert per ell.            |    |                                                           |                   |                                          |                         |                             |
| 14 | 4  | «I, Witness Jo, testimoni»                                | Steve Robin       | Adam Belanoff                            | 1 de juliol de 2013     | 4,73                        |
| En Flynn i en Provenza deixen a un testimoni a la seva habitació d'hotel. Quan tornen descobreixen que és sospitós d'un cas d'assassinat. La divisió treballa en demostrar la seva innocència. L'amic d'en Rusty demostra ser una mica diferent de com la Sharon i la resta creuen que és.                                           |    |                                                           |                   |                                          |                         |                             |
| 15 | 5  | «D.O.A. D.O.A. (Mort a l'arribada)»                       | Paul McCrane      | Ralph Gifford & Carson Moore             | 8 de juliol de 2013     | 4,62                        |
| La divisió de Grans Crims investiga un homicidi per arma de foc a la carretera Mulholland Drive. En Jack, el marit de la Sharon des de fa 25 anys, apareix a casa de la Sharon sorprenent-la a ella i a en Rusty. |    |                                                           |                   |                                          |                         |                             |
| 16 | 6  | «Boys Will Be Boys Els nois seran nois»                   | Anthony Hemingway | Jim Leonard                              | 15 de juliol de 2013    | 5,05                        |
| L'equip investiga la desaparició d'una petita nena transgènere, de qui es va perdre la pista després que uns assetjadors de la seva escola publiquessin un vídeo a internet humiliant-la. |    |                                                           |                   |                                          |                         |                             |
| 17 | 7  | «Rules of Engagement Regles de prometença»                | David McWhirter   | Mike Berchem & James Duff                | 22 de juliol de 2013    | 5,38                        |
| Un tiroteig a una gasolinera sembla obra de bandes que podria provocar una guerra entre les bandes de la ciutat. Durant la investigació, però, es descobreix que no és un assumpte de bandes. La Sharon suggereix al seu marit Jack que actui com a advocat del testimoni del cas.                                                   |    |                                                           |                   |                                          |                         |                             |
| 18 | 8  | «The Deep End El profund final»                           | Rick Wallace      | Rick Wallace                             | 29 de juliol de 2013    | 4,99                        |
| L'assassinat d'un jove noi d'origen llationamericà a mans de l'entrenador d'un nandador olímpic desemboca en una histèria mediàtica. En Flynn diu que no anirà a la boda de la seva filla. |    |                                                           |                   |                                          |                         |                             |
| 19 | 9  | «There's No Place Like Home No hi ha cap lloc com a casa» | Leo Geter         | Duppy Demetrius                          | 5 d'agost de 2013       | 5,12                        |
| La divisió investiga la mort d'un propietari odiat pels seus inquilins, ex-treballadors d'un programa de televisió. En Provenza s'enfronta a la possibilitat de feina d'oficina si no pot millorar la seva pràctica de tirs. En Rusty diu a la Kris que no pot sortir amb ella.                                                      |    |                                                           |                   |                                          |                         |                             |
| 20 | 10 | «Backfire Petardejar»                                     | Sheelin Choksey   | Adam Belanoff                            | 12 d'agost de 2013      | 5,31                        |
| El brutal assassinat d'una jove prostituta de 19 anys, que acaba resultant ser una informadora del FBI, afecta profundament a en Rusty. El noi, que encara espera a donar fer de testimoni de mala gana, comença a rebre cartes amenaçadores.                                                                                        |    |                                                           |                   |                                          |                         |                             |
| 21 | 11 | «Poster Boy Noi de pòster»                                | Michael M. Robin  | Leo Geter                                | 19 d'agost de 2013      | 5,29                        |
| La divisió de Grans Crims segueix la pista a un assassí en sèrie que després de matar les víctimes es queda a viure a casa seva. Mentrestant, en Rusty obté més llibertat, però oculta que està rebent cartes amenaçadores. |    |                                                           |                   |                                          |                         |                             |
| 22 | 12 | «Pick Your Poison Agafa el teu verí»                      | Steve Robin       | Jim Leonard                              | 25 de novembre de 2013  | 3,65                        |
| L'equip investiga la mort de dos joves d'institut a causa de drogues envenenades. La divisió corre per trobar al traficant abans que més nois morin a causa d'aquesta partida de drogues. Mentrestant, el tinent Provenza intenta covencer la Sharon de que una vigilància 24h no és la millor manera de protegir en Rusty.          |    |                                                           |                   |                                          |                         |                             |
| 23 | 13 | «Jailbait Noia menor d'edat»                              | Michael M. Robin  | Ralph Gifford & Carson Moore             | 2 de desembre de 2013   | 4,21                        |
| Quan un pres recentment posat en llibertat condicional falta a dos sessions amb el seu agent de la condicional, l'equip comença a buscar-lo, només per trobar-lo mort sota un pont. Mentrestant, la Sharon convida el doctor Joe, psicòleg, a la comisaria perquè avaluï en Rusty a través d'una partida d'escacs.                   |    |                                                           |                   |                                          |                         |                             |
| 24 | 14 | «All In All in (aposta de pòquer)»                        | Anthony Hemingway | James Duff & Mike Berchem                | 9 de desembre de 2013   | 3,72                        |
| Quan aparèix el cadàver d'un home al fons d'un estanc d'un camp de golf mort d'una pallissa, la divisió investiga a sis possibles sospitosos. Les accions de l'Emma, fan que en Rusty desconfiï encara més d'ella, especialment perquè creu que les seves sessions amb el dr. Joe es poden mencionar durant el judici.               |    |                                                           |                   |                                          |                         |                             |
| 25 | 15 | «Curve Ball Pilota corba»                                 | Jon Tenney        | Michael Alaimo                           | 16 de desembre de 2013  | 4,36                        |
| Les vacances de nadal dels tinents Provenza i Flynn s'interrompen quan un jugador de bàsquet apareix mort a l'interior de la seva autocaravana. El doctor Joe pressiona en Rusty perquè li parli de la vida amb la seva mare. De mala gana, en Rusty finalment s'obre i en parla.                                                    |    |                                                           |                   |                                          |                         |                             |
| 26 | 16 | «Risk Assessment Avaluació de riscos»                     | Stacey K. Black   | Duppy Demetrius                          | 23 de desembre de 2013  | 4,47                        |
| Just abans de nadal, el cadàver del fill d'un congressista apareix embolicat dins una catifa. El noi és, a més, un testimoni del FBI, motiu pel qual la divisió unirà forces amb el FBI, incloent en Fritz Howard, per trobar l'assassí. Durant l'episodi se'ns revela perquè es va unir a la policia cadascun dels membres del cos. |    |                                                           |                   |                                          |                         |                             |
| 27 | 17 | «Year-End Blowout Banquet de cap d'any»                   | David McWhirter   | Leo Geter & Ralph Gifford & Carson Moore | 30 de desembre de 2013  | 5,21                        |
| Durant una sessió de compra-venda de cotxes de segona mà, una bomba mata el fill del propietari. La divisió investiga l'assassinat mentre en Rusty es entrenat per preparar-lo per a l'operació d'incògnit amb què pretenen atrapar la persona que escriu cartes amenaçant la vida d'en Rusty i la Sharon.                           |    |                                                           |                   |                                          |                         |                             |
| 28 | 18 | «Return to Sender Retorn al remitent»                     | Rick Wallace      | Michael Alaimo                           | 6 de gener de 2013      | 4,95                        |
| L'actuació d'un violador i assassí en sèrie, connecta l'autor dels crims amb la persona que ha estat enviant les cartes amenaçadores a en Rusty. L'autor ha aconseguit infiltrar-se al grup de protecció d'en Rusty i està preparat per a assassinar-lo.                                                                             |    |                                                           |                   |                                          |                         |                             |
| 29 | 19 | «Return to Sender Part 2 Retorn al remitent part 2»       | James Duff        | Adam Belanoff                            | 13 de gener de 2013     | 5,43                        |
| L'equip segueix perseguint a l'autor de les cartes i assassí en sèrie. Mentrestant, en Rusty finalment declara al judici contra en Philip Stroh i s'encara a la seva abogada Linda Rothman, una professional que no dubta a tirar per terra tots els seus estàndards morals per guanyar un cas.                                      |    |                                                           |                   |                                          |                         |                             |

### Tercera temporada (2014 - 15)
| Núm. | #  | Títol original Títol en català (trad. literal)         | Director           | Guionista/es                                                  | Data original d'emissió | Audiència als EUA (milions) |
| --- | -- | ------------------------------------------------------ | ------------------ | ------------------------------------------------------------- | ----------------------- | --------------------------- |
| 30 | 1  | «Flight Risk Risc de fugida»                           | David McWhirte     | Michael Alaimo                                                | 9 de juny de 2014       | 5,16                        |
| Quan un pare i els seus dos fills petits desapareixen, l'equip inicia una carrera a contra rellotge per tal de trobar-los. Durant la investigació terribles secrets familiars surten a la llum. Mentrestant, la Sharon intenta confiar en en Rusty mentre ell comença a sortir cada cop més pel seu compte.         |    |                                                        |                    |                                                               |                         |                             |
| 31 | 2  | «Personal Day Dia personal»                            | Rick Wallace       | Duppy Demetrius                                               | 16 de juny de 2014      | 4,64                        |
| Quan apareix el cadàver d'un presunt assassí recentment alliberat de presó després de disset anys, es reobre el seu cas, del que el condemnat afirmava ser innocent. Mentrestant, en Rusty confessa a la Sharon els motius per a les seves recents sortides.                                                        |    |                                                        |                    |                                                               |                         |                             |
| 32 | 3  | «Frozen Assets Actius congelats»                       | Paul McCrane       | Adam Belanoff                                                 | 23 de juny de 2014      | 4,91                        |
| L'assassinat d'un gos a qui el seu amo mort havia llegat la fortuna de 20 milions de dòlars, fa sospitar a la divisió de les causes de la mort del propietari. L'aspirant a dectectiu Dick Tracy participa en el cas a desgrat de la divisió.                                                                       |    |                                                        |                    |                                                               |                         |                             |
| 33 | 4  | «Letting It Go Deixant-ho córrer»                      | Steve Robin        | Jim Leonard & Damani Johnson                                  | 30 de juny de 2014      | 5,06                        |
| El violent assassinat d'un presumpte violador, posa a la divisió la difícil tasca de qüestionar els possibles sospitosos. Mentrestant, en Rusty comença a plantejar-se els motius de la seva mare per reaparèixer a la seva vida després de caçar-la en una mentida.                                                |    |                                                        |                    |                                                               |                         |                             |
| 34 | 5  | «Do Not Disturb No molestar»                           | Sheelin Choksey    | Ralph Gifford & Carson Moore                                  | 7 de juliol de 2014     | 4,86                        |
| Quan un estranger és trobat mort dins la seva habitació d'hotel, l'equip ha de treballar contrarellotge per trobar l'assassí mentre intenten evitar repercussions internacionals quan un diplomat estatunidenc s'involucra en el cas. Mentre, en Rusty intenta descobrir com confessar un gran secret a la divisió. |    |                                                        |                    |                                                               |                         |                             |
| 35 | 6  | «Jane Doe #38 Desconeguda nº 38»                       | Steve Robin        | Michael Alaimo & Kendall Sherwood                             | 14 de juliol de 2014    | 5,25                        |
| Quan una jove rodamón es trobada morta dins un contenedor d'escombraries, l'equip té una doble tasca: d'una banda descobrir qui és la misteriosa noia i de l'altra trobar el seu assassí. Mentrestant, la Sharon i el seu marit Jack discuteixen el futur d'en Rusty.                                               |    |                                                        |                    |                                                               |                         |                             |
| 36 | 7  | «Two Options Dos opcions»                              | Michael M. Robin   | James Duff & Mike Berchem                                     | 21 de juliol de 2014    | 5,56                        |
| Els oficials del SWAT descobreixen una parella d'ancians a qui han disparat al cap a la seva pròpia casa. La divisió de grans crims ha de treballar de manera conjunta amb el Buró d'Operacions especials (SOB) per trobar l'assassí, que té tancats ostatges a casa seva.                                          |    |                                                        |                    |                                                               |                         |                             |
| 37 | 8  | «Cutting Loose Tallant vincles»                        | Roxann Dawson      | Duppy Demetrius                                               | 28 de juliol de 2014    | 5,85                        |
| El tinent Michael Tao té una doble tasca quan el protagonista de la sèrie The Failing Cop, a la qual treballa com a assessor, es converteix en el principal sospitós de l'assassinat d'un fan assetjador. |    |                                                        |                    |                                                               |                         |                             |
| 38 | 9  | «Sweet Revenge Dolça revenja»                          | David McWhirter    | Adam Belanoff                                                 | 4 d'agost de 2014       | 5,24                        |
| 39 | 10 | «Zoo Story Història al zoo»                            | Michael M. Rouibin | Leo Geter & Jim Leonard                                       | 11 d'agost de 2014      | 5,73                        |
| 40 | 11 | «Down the Drain Pel desaigüe»                          | Steve Robin        | Duppy Demetrius                                               | 24 de novembre de 2014  | 2,94                        |
| 41 | 12 | «Party Foul Festa repugnant»                           | Rick Wallace       | Michael Alaimo                                                | 1 de desembre de 2014   | 4,02                        |
| 42 | 13 | «Acting Out Actuant»                                   | Sheelin Choksey    | Adam Belanoff                                                 | 8 de desembre de 2014   | 3,59                        |
| 43 | 14 | «Trial by Fire Judici de foc»                          | Stacy K. Black     | Ralph Gifford & Carson Moore                                  | 15 de desembre de 2014  | 3,53                        |
| 44 | 15 | «Chain Reaction Reacció en cadena»                     | David McWhirter    | Kendall Sherwood                                              | 22 de desembre de 2014  | 3,82                        |
| 45 | 16 | «Leap of Faith Salt de fe»                             | Jon Tenney         | Damani Johnson                                                | 29 de desembre de 2014  | 4,43                        |
| 46 | 17 | «Internal Affairs Afers interns»                       | Anthony Hemingway  | Michael Alaimo                                                | 5 de gener de 2015      | 4,31                        |
| 47 | 18 | «Special Master Part One Mestre especial primera part» | Steve Robin        | Història: Mike Berchem Teleplay: Ralph Gifford & Carson Moore | 12 de gener de 2015     | 3,74                        |
| 48 | 19 | «Special Master Part Two Mestre especial segona part»  | Leo Geter          | Història: Mike Berchem Teleplay: Leo Geter & Jim Leonard      | 12 de gener de 2015     | 3,49                        |

### Quarta temporada (2015 - 16)
| Núm. | #  | Títol original Títol en català (trad. literal)   | Director         | Guionista/es                   | Data original d'emissió | Audiència als EUA (milions) |
| ---- | -- | ------------------------------------------------ | ---------------- | ------------------------------ | ----------------------- | --------------------------- |
| 49   | 1  | «A Rose is a Rose Una rosa és una rosa»          | David McWhirter  | Duppy Demetrius                | 8 de juny de 2015       | 3,99                        |
| 50   | 2  | «Sorry I Missed You Sento haver-te fallat»       | Sheelin Choksey  | Kendall Sherwood               | 15 de juny de 2015      | 3,81                        |
| 51   | 3  | «Open Line Línia oberta»                         | Rick Wallace     | Ralph Gifford & Carson Moore   | 22 de juny de 2015      | 4,24                        |
| 52   | 4  | «Turn Down Rebutjar»                             | Paul McCrane     | Adam Belanoff                  | 29 de juny de 2015      | 4,39                        |
| 53   | 5  | «Snitch Delator»                                 | Steve Robin      | Damani Johnson                 | 6 de juliol de 2015     | 4,02                        |
| 54   | 6  | «Personal Effects Efectes personals»             | Sylvain White    | Michael Alaimo                 | 13 de juliol de 2015    | 4,19                        |
| 55   | 7  | «Targets of Opportunity Objectius d'oportunitat» | Michael Robin    | Jim Leonard                    | 20 de juliol de 2015    | 4,31                        |
| 56   | 8  | «Hostage to Fortune Hostatge a fortuna»          | Paul McCrane     | Adam Belanoff                  | 27 de juliol de 2015    | 4,39                        |
| 57   | 9  | «Wish You Were Here Tant de bo fossis aquí»      | Paul McCrane     | Adam Belanoff                  | 3 d'agost de 2015       | 4,57                        |
| 58   | 10 | «Fifth Dynasty Cinquena dinastia»                | Michael M. Robin | Kendall Sherwood               | 10 d'agost de 2015      | 4,47                        |
| 59   | 11 | «Four of a Kind Quatre iguals (mà de pòquer)»    | Rick Wallace     | Ralph Gifford & Carson Moore   | 2 de novembre de 2015   | 2,22                        |
| 60   | 12 | «Blackout Apagada»                               | David McWhirter  | Damani Johnson                 | 9 de novembre de 2015   | 2,60                        |
| 61   | 13 | «Reality Check Verificació de la realitat»       | Sheelin Choksey  | Michael Alaimo                 | 16 de novembre de 2015  | 2,55                        |
| 62   | 14 | «Taking the Fall Agafant la caiguda»             | Stacey K. Black  | Jim Leonard & Nick Zayas       | 23 de novembre de 2015  | 2,49                        |
| 63   | 15 | «The Jumping Off Point El punt per saltar»       | Nzingha Stewart  | Leo Geter & Michael Zara       | 30 de novembre de 2015  | 3,69                        |
| 64   | 16 | «Thick as Thieves Carn i ungla»                  | Jon Tenney       | Kendall Sherwood               | 7 de desembre de 2015   | 3,29                        |
| 65   | 17 | «#FindKaylaWeber #TrobaLaKaylaWeber»             | David Hart       | Duppy Demetrius                | 14 de desembre de 2015  | 3,00                        |
| 66   | 18 | «Penalty Phase Fase de penalització»             | Michael M. Robin | Adam Belanoff                  | 21 de desembre de 2015  | 3,69                        |
| 67   | 19 | «Hindsight, Part 1 Retrospecció, part 1»         | Michael M. Robin | James Duff & Mike Berchem      | 15 de febrer de 2016    | 3,08                        |
| 68   | 20 | «Hindsight, Part 2 Retrospecció, part 2»         | Stacey K. Black  | Damani Johnson                 | 22 de febrer de 2016    | 3,19                        |
| 69   | 21 | «Hindsight, Part 3 Retrospecció, part 3»         | Patrick G. Duffy | Ralph Gifford & Carson Moore   | 29 de febrer de 2016    | 2,94                        |
| 70   | 22 | «Hindsight, Part 4 Retrospecció, part 4»         | Leo Geter        | Michael Alaimo                 | 7 de març de 2016       | 3,49                        |
| 71   | 23 | «Hindsight, Part 5 Retrospecció, part 5»         | Michael Robin    | Duppy Demetrius & Mike Berchem | 14 de març de 2016      | 3,41                        |

### Cinquena temporada (2016 - 17)
| Núm. | #  | Títol original Títol en català (trad. literal) | Director         | Guionista/es     | Data original d'emissió | Audiència als EUA (milions) |
| ---- | -- | ---------------------------------------------- | ---------------- | ---------------- | ----------------------- | --------------------------- |
| 1    | 72 | «Present Tense Temps verbal present»           | Sheelin Choksey  | Damani Johnson   | 13 de juny de 2016      | 3,62                        |
| 2    | 73 | «N.S.F.W. N.S.F.W. (No adequat per la feina)»  | Sylvain White    | Kendall Sherwood | 20 de juny de 2016      | 3,66                        |
| 3    | 74 | «Foreign Affairs Afers exteriors»              | Nzingha Stewart  | Carson Moore     | 27 de juny de 2016      | 3,99                        |
| 4    | 75 | «Skin Deep Pell profunda»                      | Steve Robin      | Adam Belanoff    | 11 de juliol de 2016    | 3,92                        |
| 5    | 76 | «Cashed Out Sense efectiu»                     | Paul McCrane     | Ralph Gifford    | 18 de juliol de 2016    | 3,72                        |
| 6    | 77 | «Tourist Trap Trampa per a turistes»           | Rick Wallace     | Duppy Demetrius  | 25 de juliol de 2016    | 3,65                        |
| 7    | 78 | «Moral Hazard Risc moral»                      | David McWhirter  | Nick Zayas       | 1 d'agost de 2016       | 3,65                        |
| 8    | 79 | «Off the Wagon Fora»                           | Stacey K. Black  | Michael Zara     | 15 d'agost de 2016      | 3,18                        |
| 9    | 80 | «Family Law Dret de família»                   | David Harp       | Mike Berchem     | 22 d'agost de 2016      | 3,94                        |
| 10   | 81 | «Dead Zone Zona morta»                         | Patrick G. Duffy | Kendall Sherwood | 29 d'agost de 2016      | 3,98                        |
| 11   | 82 | «White Lies Part 1 Mentides blanques part 1»   | Michael M. Robin | James Duff       | 5 de setembre de 2016   | 4,14                        |
| 12   | 83 | «White Lies Part 2 Mentides blanques part 2»   | Sheelin Choksey  | Damani Johnson   | 12 de setembre de 2016  | 3,29                        |
| 13   | 84 | «White Lies Part 3 Mentides blanques part 3»   | Michael M. Robin | Carson Moore     | 19 de setembre de 2016  | 3,10                        |
| 14   | 85 | «Heart Failure Atac de cor»                    | Nzingha Stewart  | Ralph Gifford    | 22 de febrer de 2017    | 3,10                        |
| 15   | 86 | «Cleared History Historial netejat»            | Jennifer Phang   | Adam Belanoff    | 1 de març de 2017       | 2,28                        |
| 16   | 87 | «Quid Pro Quo Quid Pro Quo»                    | Sylvain White    | Michael Zara     | 8 de març de 2017       | 2,48                        |
| 17   | 88 | «Dead drop Punt mort»                          | Stacey K. Black  | Nick Zayas       | 15 de març de 2017      | 2,26                        |
| 18   | 89 | «Bad Blood Mala sang»                          | Steve Robin      | Kendall Sherwood | 22 de març de 2017      | 2,37                        |
| -    |    |                                                |                  |                  |                         |                             |
| 19   | 90 | «Intersection Intersecció»                     | Rick Wallace     | Damani Johnson   | 29 de març de 2017      | 2,44                        |
| 20   | 91 | «Shockwave, Part 1 Terratrèmol, part 1»        | Patrick G. Duffy | Ralph Gifford    | 5 d'abril de 2017       | 2,43                        |
| 21   | 92 | «Shockwave, Part 2 Terratrèmol, part 2»        | Michael M. Robin | Duppy Demetrius  | 12 d'abril de 2017      | 2,89                        |

### Sisena temporada (2017 - 18)
| Núm. | #   | Títol original Títol en català (trad. literal)           | Director          | Guionista/es                  | Data original d'emissió | Audiència als EUA (milions) |
| ---- | --- | -------------------------------------------------------- | ----------------- | ----------------------------- | ----------------------- | --------------------------- |
| 1    | 93  | «Sanctuary City: Part 1 Ciutat santuari: Part 1»         | Michael M. Robin  | James Duff                    | 31 d'octubre de 2017    | 1,75                        |
| 2    | 94  | «Sanctuary City: Part 2 Ciutat santuari: Part 2»         | Paul McCrane      | Kendall Sherwood              | 7 de novembre de 2017   | 1,77                        |
| 3    | 95  | «Sanctuary City: Part 3 Ciutat santuari: Part 3»         | Nzingha Stewart   | Damani Johnson                | 14 de novembre de 2017  | 1,74                        |
| 4    | 96  | «Sanctuary City: Part 4 Ciutat santuari: Part 4»         | Sheelin Choksey   | Ralph Gifford                 | 21 de novembre de 2017  | 1,84                        |
| 5    | 97  | «Sanctuary City: Part 5 Ciutat santuari: Part 5»         | Patrick Duffy     | Carson Moore                  | 28 de novembre de 2017  | 2,37                        |
| 6    | 98  | «Conspiracy Theory: Part 1 Teoria conspiratòria: Part 1» | Adam Belanoff     | Stacey K. Black               | 5 de desembre de 2017   | 2,30                        |
| 7    | 99  | «Conspiracy Theory: Part 2 Teoria conspiratòria: Part 2» | Anthony Hemingway | Michael Zara                  | 12 de desembre de 2017  | 1,75                        |
| 8    | 100 | «Conspiracy Theory: Part 2 Teoria conspiratòria: Part 3» | Stacey K. Black   | Mike Berchem                  | 19 de desembre de 2017  | 2,44                        |
| 9    | 101 | «Conspiracy Theory: Part 4 Teoria conspiratòria: Part 4» | Michael M. Robin  | Duppy Demetrius               | 19 de desembre de 2017  | 2,33                        |
| 10   | 102 | «By Any Means: Part 1 Per qualsevol mitjà: Part 1»       | David Harp        | Nick Zayas                    | 26 de desembre de 2017  | 2,74                        |
| 11   | 103 | «By Any Means: Part 2 Per qualsevol mitjà: Part 2»       | Rick Wallace      | Kendall Sherwood              | 26 de desembre de 2017  | 2,44                        |
| 12   | 104 | «By Any Means: Part 3 Per qualsevol mitjà: Part 3»       | Sheelin Choksey   | Damani Johnson & Carson Moore | 2 de gener de 2017      | 2,22                        |
| 13   | 105 | «By Any Means: Part 4 Per qualsevol mitjà: Part 4»       | James Duff        | Adam Belanoff & Ralph Gifford | 9 de gener de 2017      | 2,25                        |